# JIM suit

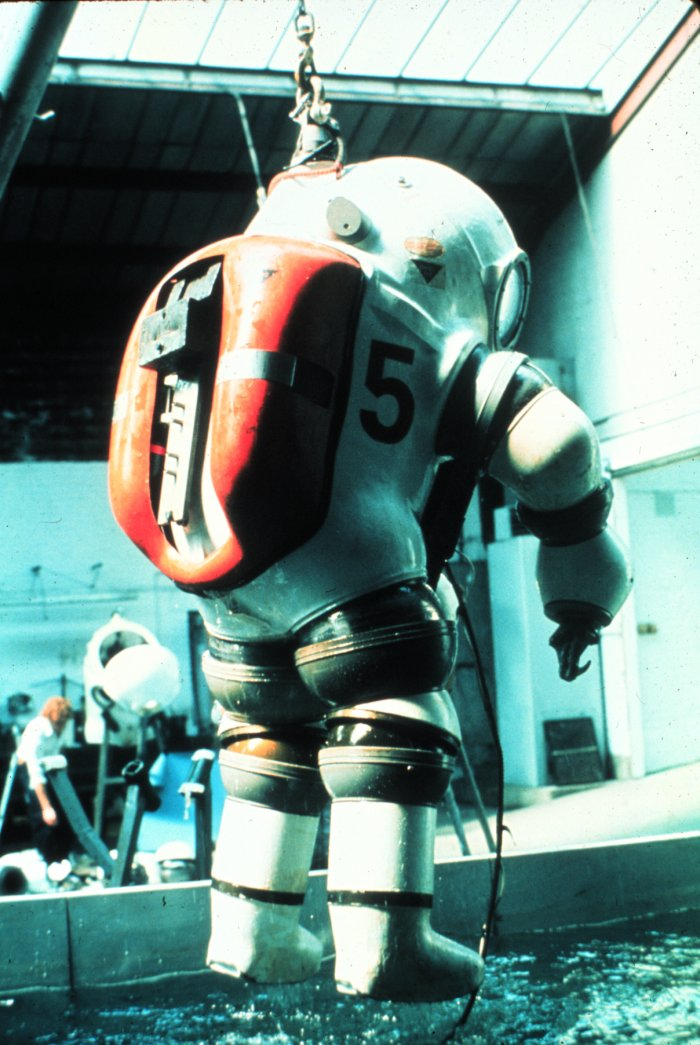
Una JIM suit usata dal National Oceanic and Atmospheric Administration.

La JIM Suit è una delle Atmospheric Diving Suit (ADS) più conosciute, progettata per mantenere una pressione interna di una atmosfera indipendentemente dalla pressione esterna ed eliminando così la maggior parte dei problemi fisiologici associati alle immersioni profonde: non si ha necessità di decompressione e non c'è pericolo di malattia da decompressione o di narcosi da azoto.
Venne inventata nel 1969 da Mike Humphrey e Mike Borrow, soci del marchio inglese Underwater Marine Engineering, assistiti da Joseph Salim Peress, progettista della ADS Tritonia. La muta venne chiamata JIM dal nome del capo immersioni di Peress Jim Jarrett.
L'industria petrolchimica fu riluttante a finanziare le loro ricerche, ma il governo inglese diede l'autorizzazione e una nuova compagnia, la DHB Construction, venne fondata per creare la muta. La prima JIM suit venne completata nel novembre del 1971 e testata a bordo della HMS Reclaim nel 1972: due subacquei vennero immersi a 121 metri di profondità. I test continuarono fino al 4 marzo 1974, quando Mike Humphrey si immerse in camera pressoria fino all'equivalente di 300 m di profondità.
Nonostante i test favorevoli l'industria petrolifera non fu interessata alla muta fino al 1975, quando la Oceaneering acquistò la DHB e i diritti di applicazione della JIM suit. Nel 1976 la JIM suit venne utilizzata per una serie di immersioni sulla piattaforma PanArtic's Hecla M25, attraverso un buco nel ghiaccio, lavorando per 5 ore e 59 minuti. Nel 1979 l'oceanografa Sylvia Earle effettuò la prima immersione oceanica, stabilendo il record femminile a 381 metri.
Le immersioni artiche provarono che la JIM suit era capace di sostenere operazioni in acqua molto fredda e profonda, mantenendo comunque temperature accettabili (circa 10 °C) nonostante il gelo esterno. L'operatore aveva quindi bisogno soltanto di uno spesso maglione di lana per proteggersi dal freddo. Negli anni seguenti la JIM suit venne usata per più di 35 immersioni di circa due ore l'una ad una profondità variabile tra i 100 e i 394 metri di profondità, e nel 1981 ne erano già state costruite 19.
Le prime di queste erano realizzate in magnesio per via della sua resistenza alla pressione, e pesavano circa 500 kg in aria, incluso il subacqueo, con un assetto negativo da 6 a 22 kg circa. Venne quindi aggiunta zavorra, che poteva essere sganciata per ottenere una risalita alla velocità di circa 30 metri al minuto. Era fornita inoltre di un collegamento per la comunicazione e di un cavo ombelicale.
In seguito il magnesio venne abbandonato in favore del vetroresina, e la JIM suit prese il nome di JAM suit. Una muta più leggera venne costruita in seguito in alluminio, prendendo il nome di SAM suit.
Alcune JIM suits sono state prodotte appositamente per la US Navy, con la struttura realizzata in fibra di carbonio rinforzata.